# Hofanlage Schlüter Straße 31
Die Hofanlage Schlüter Straße 31, die ehemalige Vikarie St. Crucis in Berne-Huntebrück, stammt aus dem 19. Jahrhundert.
Aktuell (2023) wird sie wohl landwirtschaftlich genutzt.
Die Gebäude stehen unter Denkmalschutz (siehe auch Liste der Baudenkmale in Berne).

## Beschreibung
Die Hofanlage der Gruppe Vikarie St. Crucis mit markantem alten Baumbestand besteht aus:
- dem eingeschossigen giebelständigen massiven verklinkerten Wohn- und Wirtschaftsgebäude aus der Mitte des 19. Jahrhunderts als Zweiständer-Hallenhaus mit reetgedecktem Krüppelwalmdach, Niedersachsengiebel mit Uhlenloch, Groote Door mit Korbbogen sowie segmentbogigen Fenstern,[2]
- dem eingeschossigen traufständigen rechten Nebengebäude von um 1900 in Backstein mit Satteldach und segmentbogigen Fenstern mit Eisensprossen,[3]
- einem weiteren Nebengebäude
- sowie weiteren nicht denkmalgeschützten Nebenanlagen.

Das Landesdenkmalamt befand: „… geschichtliche Bedeutung für die Ortsgeschichte und … als beispielhafte Hofanlage des 19. Jhs. … .“